# 布魯爾氏雲杉
布魯爾氏雲杉（Brewer spruce、Brewer's weeping spruce、weeping spruce，學名：Picea breweriana）是雲杉屬的一種大型常綠喬木，高20至40米。它是極為稀有的一種雲杉，原產地局限於北美克拉马斯山脉海拔1000-2700米處。後作為一種園藝植物引種到世界其他地區
。 其種加詞來自美國植物學家威廉·亨利·布魯爾的姓。

## 外部連接
- Catalogue of Life: Picea breweriana
- Picea breweriana on Conifer Country （页面存档备份，存于）